# SNCF CC 72100 sorozat
Az SNCF CC 72100 sorozat egy francia C'C' tengelyelrendezésű dízelmozdony-sorozat. Az Alstom és a SACM gyártotta 1969 és 1974 között. Összesen 30 db készült a sorozatból.